# Балабино-Русский
Балабино-Русский — хутор в Родионово-Несветайском районе Ростовской области.
Входит в состав Барило-Крепинского сельского поселения.

## География
На хуторе имеются две улицы — Мостовая и Чехова.

## Население
| 2010 | 2018 |
| ---- | ---- |
| 22   | ↗24  |